# Línea de la Octava Avenida
La Línea de la Octava Avenida (oficialmente como Washington Heights, Eighth Avenue and Church Street Line, y comúnmente conocida como las líneas A-C-E) es un sistema de Metro (ferrocarril) de la Ciudad de Nueva York, Estados Unidos, Y es parte de la División B del Metro de Nueva York. Se inauguró en 1932, y fue la primera línea del Sistema Independiente del Metro, y el nombre de la Octava Avenida del metro fue usado por los neoyorquinos para todo el Sistema Independiente. La mayoría de la línea tiene cuatro vías, con una local y una vía expresa en cada dirección, excepto para el extremo norte y final de la del extremo sur, donde solo dos vías expresas siguen. La línea esta señalada como la Línea "A",(Line "A" en inglés) con las vías A1, A3, A4, y A2 de oeste a este, corriendo de aproximadamente 800pies al final del extremo sur a 1540 pies al final del extremo norte.

## Galería

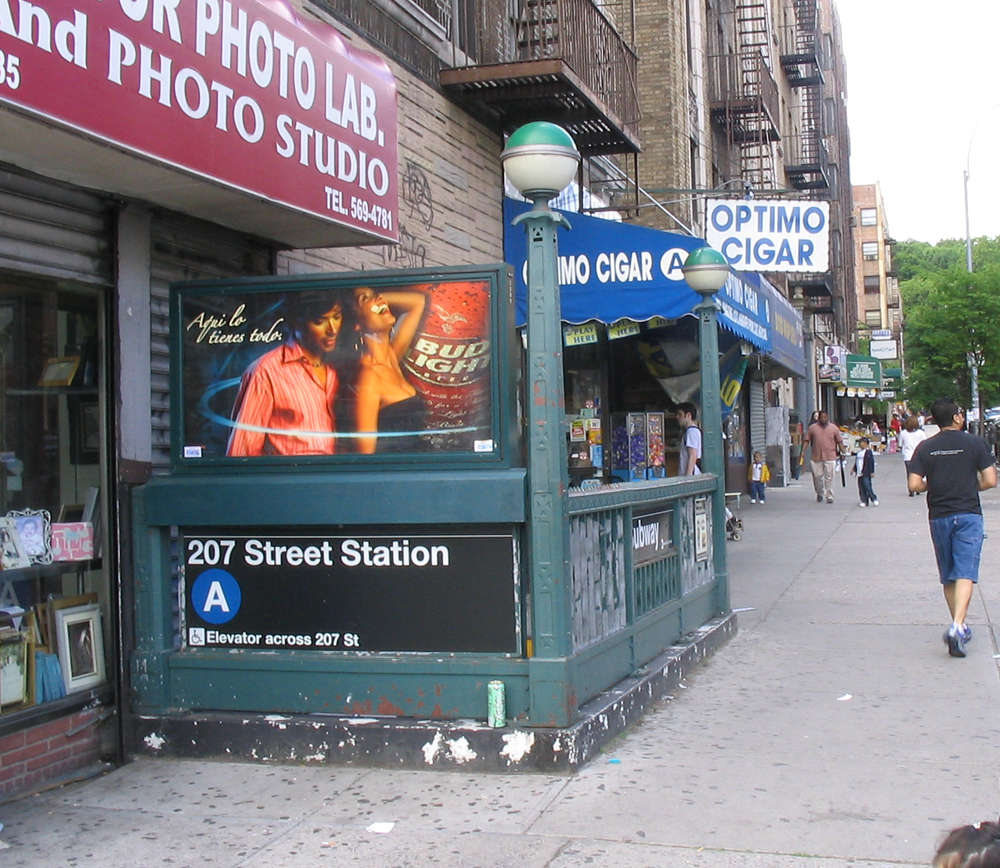
Terminal Norte, en la Calle 207
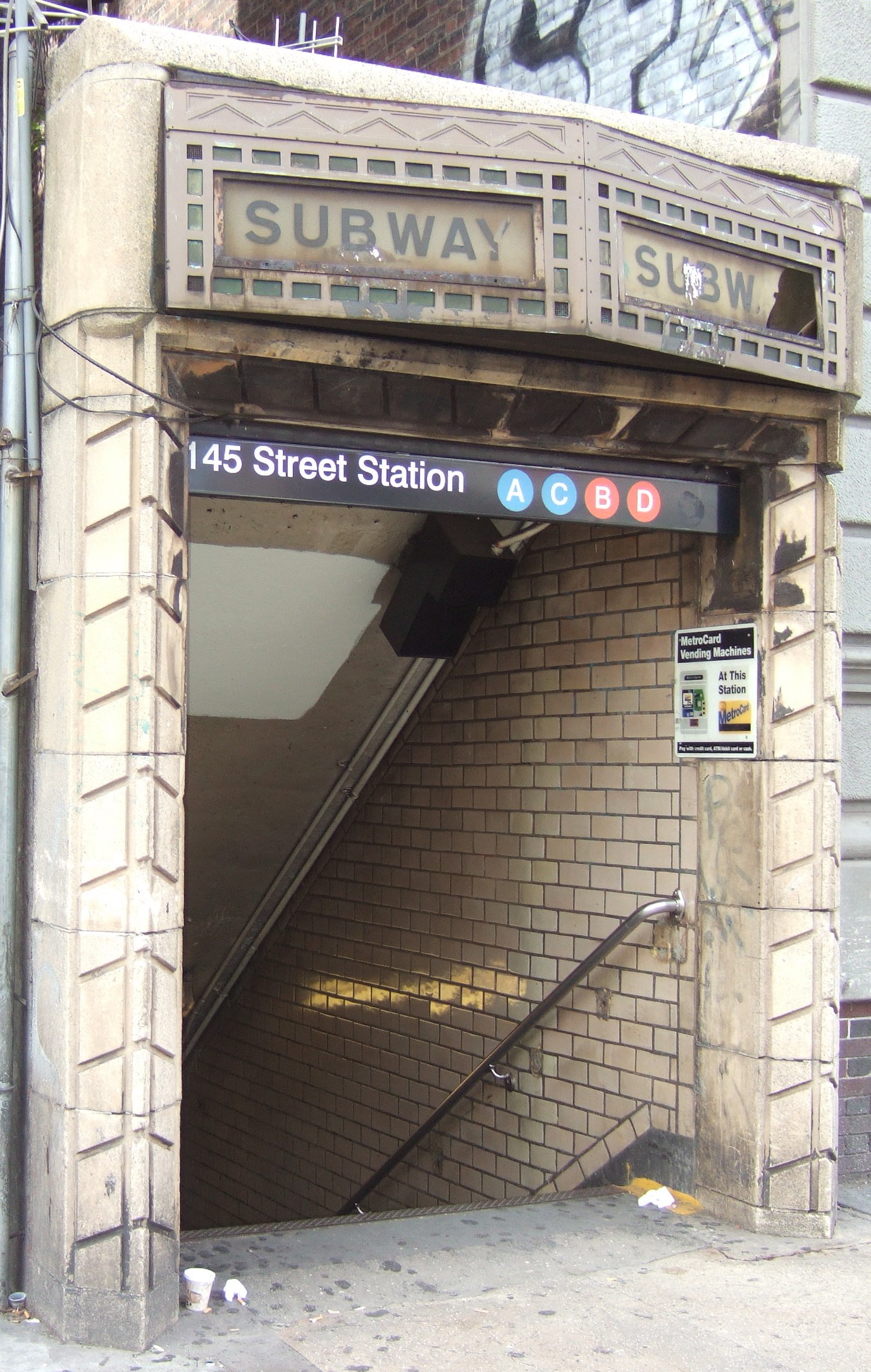
Entrada a la Calle 145
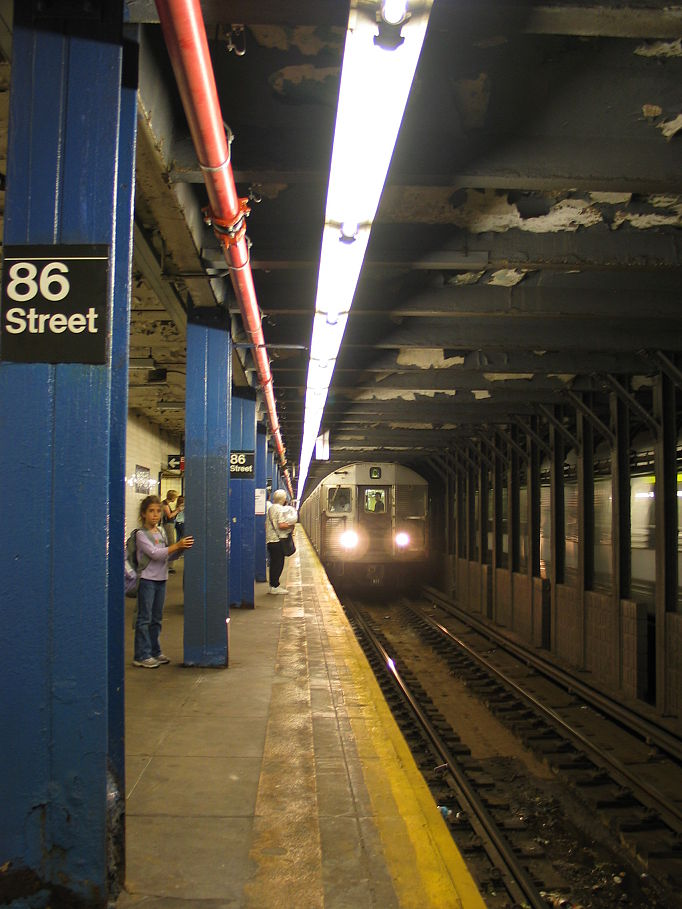
Nivel bajo en la estación local en el Central Park West de la (Calle 86)
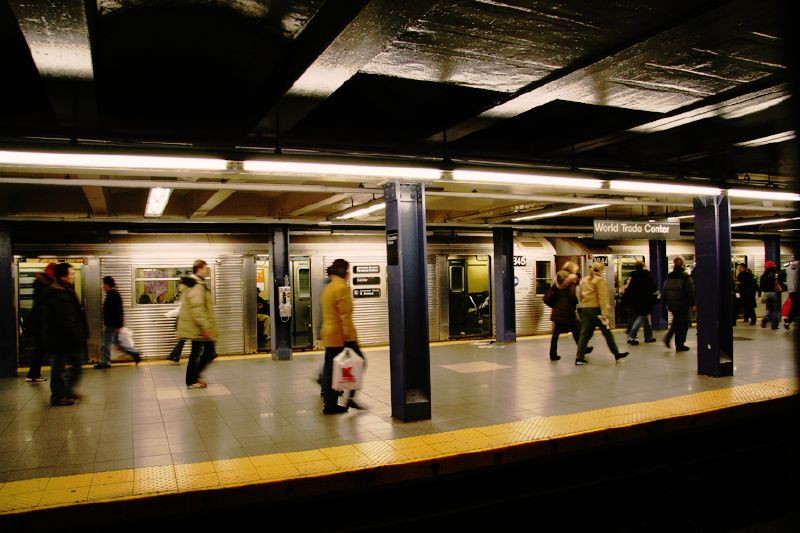
World Trade Center, la terminal sur

## Lista de estaciones
La línea de la 8ª Avenida (IND) sirve a las siguientes estaciones.
| Barrio (aproximado)                                                                      | Acceso para discapacitados                                                    | estación                                                 | Vías    | Servicios | Abrió                    | Transferencias y notas |
| ---------------------------------------------------------------------------------------- | ----------------------------------------------------------------------------- | -------------------------------------------------------- | ------- | --------- | ------------------------ | --- |
| Inwood                                                                                   | Acceso para discapacitados                                                    | Inwood–Calle 207                                         |         | A         | 10 de septiembre de 1932 | |
| Inwood                                                                                   |                                                                               | Calle Dyckman                                            |         | A         | 10 de septiembre de 1932 | |
| Washington Heights                                                                       |                                                                               | Calle 190                                                |         | A         | 10 de septiembre de 1932 | |
| Washington Heights                                                                       |                                                                               | Calle 181                                                |         | A         | 10 de septiembre de 1932 | |
| Washington Heights                                                                       | Acceso para discapacitados                                                    | Calle 175                                                |         | A         | 10 de septiembre de 1932 | Terminal de Autobuses del Puente George Washington |
| Washington Heights                                                                       | Acceso para discapacitados                                                    | Calle 168                                                | todo    | A C       | 10 de septiembre de 1932 | Línea de la Séptima Avenida-Broadway (1 ) |
| Washington Heights                                                                       |                                                                               | Calle 163                                                | local   | A C       | 10 de septiembre de 1932 | |
| Washington Heights                                                                       |                                                                               | Calle 155                                                | local   | A C       | 10 de septiembre de 1932 | |
| Harlem                                                                                   |                                                                               | Calle 145                                                | todo    | A C       | 10 de septiembre de 1932 | Línea Concourse (B D ) |
| Harlem                                                                                   | Línea Concourse se une con (B D )                                             |                                                          |         |           |                          | |
| Harlem                                                                                   |                                                                               | Calle 135                                                | local   | A B C     | 10 de septiembre de 1932 | |
| Harlem                                                                                   | Acceso para discapacitados                                                    | Calle 125                                                | todo    | A B C D   | 10 de septiembre de 1932 | |
| Harlem                                                                                   |                                                                               | Calle 116                                                | local   | A B C     | 10 de septiembre de 1932 | |
| Upper West Side                                                                          |                                                                               | Calle 110–Cathedral Parkway                              | local   | A B C     | 10 de septiembre de 1932 | |
| Upper West Side                                                                          |                                                                               | Calle 103                                                | local   | A B C     | 10 de septiembre de 1932 | |
| Upper West Side                                                                          |                                                                               | Calle 96                                                 | local   | A B C     | 10 de septiembre de 1932 | |
| Upper West Side                                                                          |                                                                               | Calle 86                                                 | local   | A B C     | 10 de septiembre de 1932 | |
| Upper West Side                                                                          |                                                                               | Calle 81–Museo de Historia Natural                       | local   | A B C     | 10 de septiembre de 1932 | |
| Upper West Side                                                                          |                                                                               | Calle 72                                                 | local   | A B C     | 10 de septiembre de 1932 | |
| Midtown                                                                                  |                                                                               | Calle 59–Columbus Circle                                 | todo    | A B C D   | 10 de septiembre de 1932 | Línea de la Séptima Avenida-Broadway (1 2 ) |
| Midtown                                                                                  | Línea de la Sexta Avenida se divide con (B D )                                |                                                          |         |           |                          | |
| Midtown                                                                                  | *                                                                             | Calle 50                                                 | local   | A C       | 10 de septiembre de 1932 | Línea Queens Boulevard (E ) |
| Midtown                                                                                  | Línea Queens Boulevard se une con (E )                                        |                                                          |         |           |                          | |
| Midtown                                                                                  | Acceso para discapacitados                                                    | Calle 42–Terminal de Autobuses de la Autoridad Portuaria | todo    | A C E     | 10 de septiembre de 1932 | Línea de la Séptima Avenida-Broadway (1 2 3 ), Línea Flushing (7 <7>), IRT 42nd Street Shuttle (S ), Línea Broadway (N Q R W ) en Times Square–Calle 42 Terminal de Autobuses de la Autoridad Portuaria |
| Midtown                                                                                  | Acceso para discapacitados                                                    | Calle 34–Estación Penn                                   | todo    | A C E     | 10 de septiembre de 1932 | Estación Penn: Amtrak, Ferrocarril de Long Island y New Jersey Transit |
| Chelsea                                                                                  |                                                                               | Calle 23                                                 | local   | A C E     | 10 de septiembre de 1932 | |
| Chelsea                                                                                  | Acceso para discapacitados                                                    | Calle 14                                                 | todo    | A C E     | 10 de septiembre de 1932 | Línea Canarsie (L ) en la Octava Avenida |
| Greenwich Village                                                                        | Acceso para discapacitados                                                    | Calle Carta Oeste–Washington Square                      | todo    | A C E     | 10 de septiembre de 1932 | Línea de la Sexta Avenida (B D F M ) Autoridad Portuaria Trans–Hudson en la Novena Calle |
| Greenwich Village                                                                        | cruces locales desde/hacia la Línea de la Sexta Avenida (servicio no regular) |                                                          |         |           |                          | |
| SoHo                                                                                     |                                                                               | Calle Spring                                             | local   | A C E     | 10 de septiembre de 1932 | |
| TriBeCa                                                                                  |                                                                               | Calle Canal                                              | todo    | A C E     | 10 de septiembre de 1932 | |
| Distrito Financiero                                                                      |                                                                               | Calle Chambers                                           | expresa | A C       | 10 de septiembre de 1932 | dos partes de la misma estación;las vías locales terminan en la Línea de la Séptima Avenida-Broadway (2 3 ) en Park Place Autoridad Portuaria Trans–Hudson en el World Trade Center                     |
| Distrito Financiero                                                                      | Acceso para discapacitados                                                    | World Trade Center                                       | local   | E         | 10 de septiembre de 1932 | dos partes de la misma estación;las vías locales terminan en la Línea de la Séptima Avenida-Broadway (2 3 ) en Park Place Autoridad Portuaria Trans–Hudson en el World Trade Center                     |
| Distrito Financiero                                                                      |                                                                               | Broadway–Calle Nassau                                    |         | A C       | 1 de febrero de 1933     | Línea de la Séptima Avenida-Broadway (2 3 ), Línea de la Calle Nassau (J Z ), línea de la Avenida Lexington (4 5 ) en la Calle Fulton                                                                   |
| continua hasta el Túnel de la Calle Cranberry                                            |                                                                               |                                                          |         |           |                          | |
| Brooklyn Heights                                                                         |                                                                               | Calle High–Puente de Brooklyn                            |         | A C       | 24 de junio de 1933      | La línea abrió el 1 de febrero de 1933, pero la estación aún no estaba completada. |
| Continúa hasta la Línea de la Calle Fulton, y se cruza con/desde y hacia la Línea Culver |                                                                               |                                                          |         |           |                          | |

*La Calle 50 es solo accesible en la dirección sur.